# Дикий Билл Хикок
Дже́ймс Ба́тлер Хи́кок (англ. James Butler Hickok; 27 мая 1837[…], Трой-Гроув, Иллинойс — 2 августа 1876[…], Дедвуд, Южная Дакота), более известный как Ди́кий (Неи́стовый) Би́лл Хи́кок (англ. Wild Bill Hickok) — американский герой Дикого Запада, известный стрелок и разведчик.

## Жизнь
Джеймс Батлер Хикок родился в 1837 году в американском городке Гомер (теперь Трой-Гроув), штат Иллинойс. Ферма его отца была одним из перевалочных пунктов на тайном маршруте переправки рабов на Север и подвергалась частым нападениям южан, преследовавших рабов. Помогая отцу отбиваться от нападений, Билл рано приобщился к оружию и был известен в округе как меткий стрелок из револьвера, а также своим нравом, в драке не успокаивался, пока не калечил противника. Именно за это он получил прозвище «Неистовый». Также имел второе прозвище — Дик Дак (Утка), из-за выступающей нижней губы.
В 1855 году после одной из драк, ошибочно думая, что он убил человека, Билл перебрался в Канзас, где вступил в отряд борцов против рабства под руководством генерала Джеймса Лейна.
В 1857 году Хикок завёл собственную ферму в округе Джонсон, а через год был избран констеблем Монтиселло. В 1859 году он устроился на работу кучером почтового фургона компании Russell, Waddell, & Majors freight company, дочерней компанией которой была знаменитая «Пони-экспресс». Осенью 1860 года во время перевозки грузов на него напала медведица. Несколько выстрелов из револьвера не остановили её, поэтому убить зверя Билл смог только с помощью ножа, в то же время сам получив в схватке тяжёлые травмы. После лечения в Санта-Фе и Канзас-Сити он перебрался в Рок-Крик, штат Небраска, где начал работать на конюшне. Именно здесь в 1861 году состоялась его известная перестрелка с Дэвидом Макканлесом, где Хикок, кроме него, застрелил ещё двоих человек.
Во время Гражданской войны Дикий Билл заработал репутацию искусного разведчика. О его военной службе были созданы целые легенды. Так, одна из них гласит, как он, прорвавшись в бою через целую гущу конфедератов, застрелил половину из них, при этом не получив ни царапины; другая — как во время боя у Пи-Ридж (Арканзас) он самолично уложил 36 солдат, а затем и их генерала МакКаллока. Многие из этих повествований были рассказаны самим Хикоком уже в послевоенное время и не нашли должного подтверждения.
После войны, уволившись со службы, Дикий Билл стал профессиональным карточным игроком. 21 июля 1865 года в городе Спрингфилд, штат Миссури, после ссоры во время игры в карты он застрелил Дейва Татта. Местные власти сочли убийство оправданным, и вскоре после ареста он был выпущен на свободу. В сентябре 1865 года в Спрингфилде он познакомился с журналистом Джорджем Уордом Николсом. Статья Николса «Дикий Билл» вышла в журнале «Harper’s New Monthly Magazine» в феврале 1867 года. Эта публикация прославила Дикого Билла на всю страну.
С 1867 по 1868 год Хикок служил в отряде генерала Джорджа Армстронга Кастера. В 1868 году он баллотировался на должность шерифа округа Эллсворт, штат Канзас, однако потерпел поражение. Тем не менее в августе следующего года он вступил на пост шерифа канзасского округа Эллис. В следующие три месяца в городке Хейс он застрелил двоих человек — известного головореза Билла Малви, а также ковбоя Сэмюэла Строухана, местного нарушителя порядка. В июле 1870 года в Хейс-сити произошла перестрелка Хикока с солдатами 7-го кавалерийского полка США, в которой он убил одного из них и тяжело ранил другого.

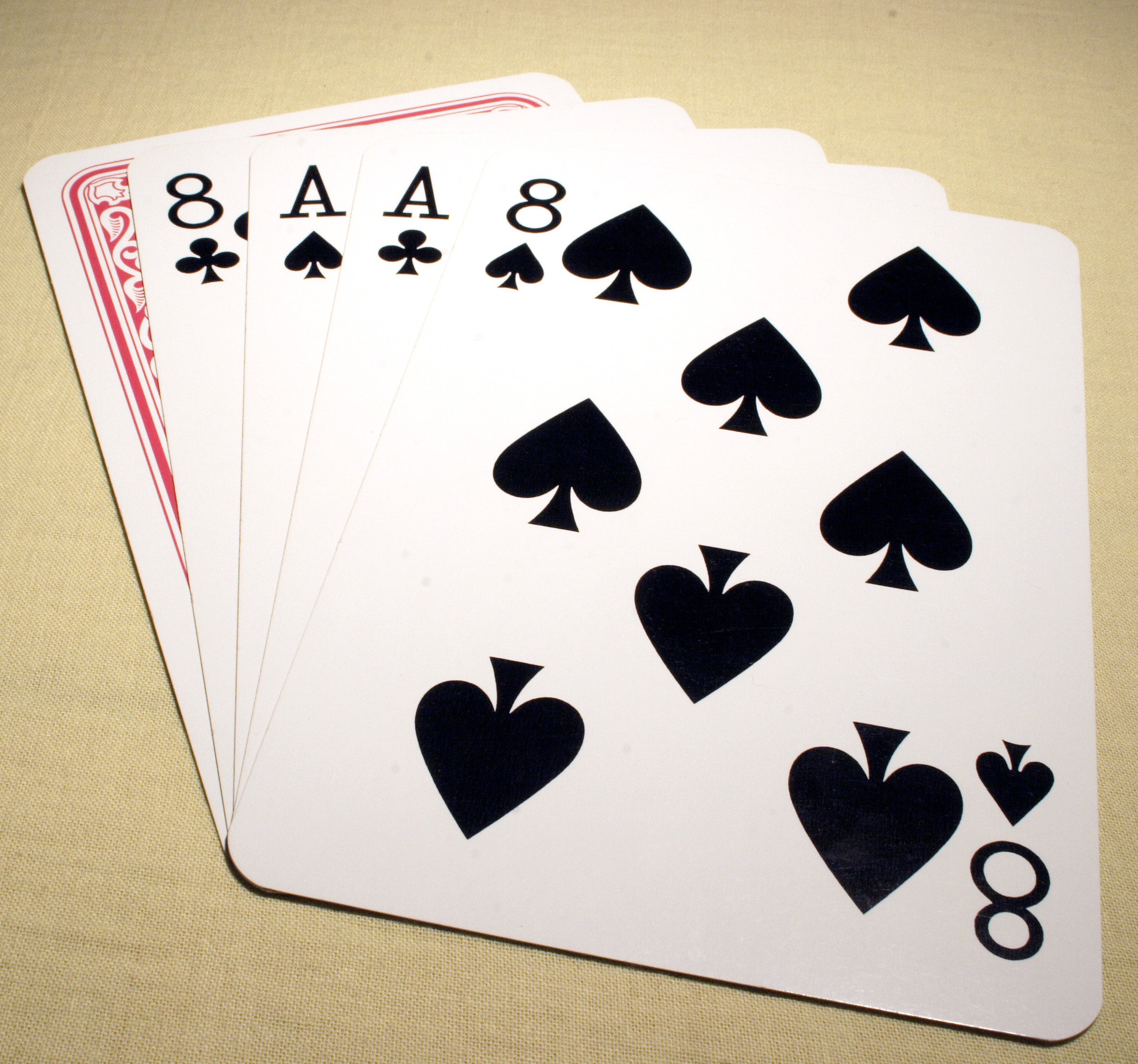
«Рука мертвеца» — такую комбинацию карт держал в руках Дикий Билл Хикок, когда был застрелен

После этого Дикий Билл бежал из города и весной 1871 года поселился в городке Абилин, штат Канзас: мэр Маккой, в это время подыскивавший подходящего кандидата на место маршала Абилина, предложил занять эту должность Хикоку, на что тот ответил согласием. В октябре 1871 года в очередной схватке Дикий Билл застрелил владельца салуна Фила Коу, с которым у того были разногласия из-за женщины. Тогда же Хикок неумышленно застрелил Майка Уильямса — своего близкого друга, пришедшего ему на помощь. В декабре 1871 года городской совет Абилина освободил его от занимаемой должности маршала.
С 1872 по 1873 год Дикий Билл путешествовал по востоку США и участвовал в театральных постановках Буффало Билла. Однако вскоре он вернулся на запад. У Хикока заметно ухудшилось зрение; к тому же он стал злоупотреблять алкоголем. 5 марта 1876 года он женился на Агнес Лейк — вдове известного клоуна Уильяма Лейка. Но вскоре он покинул свою избранницу и отправился на поиски золота в Южную Дакоту в городок Дедвуд (Deadwood).
2 августа 1876 года Дикий Билл сидел за столом одного из салунов Дедвуда и, как обычно, играл в покер. Однако в этот единственный раз он изменил своей привычке и сел спиной ко входу. Это стоило ему жизни. Пьяный Джек Маккол встал из-за стойки бара, подошёл со спины к Хикоку и выстрелил ему в голову. Смерть наступила мгновенно. В это время в руках у Билла были две восьмёрки и два туза — комбинация карт, которая с тех пор в покере называется «Рука мертвеца» (англ. Dead man's hand). На суде Маккол утверждал, что якобы Хикок убил его брата много лет тому назад. Историки и зрители сомневались в этой версии. Ранее Маккол проиграл Хикоку, но последний отдал ему немного денег, чтобы тот мог поесть. Маккол счёл этот поступок унизительным и вернулся, чтобы застрелить Билла. Тем не менее суд по не совсем ясным причинам поверил в версию с выдуманным братом и оправдал Маккола. Однако повторный суд, проходящий в другой территории, признал Маккола виновным и казнил его. Дикий Билл был похоронен на окраине Дедвуда на кладбище Маунт-Морайа (Mount Moriah). В 1903 году рядом с ним по своей последней просьбе была похоронена Каламити Джейн (Бедовая Джейн), в автобиографии утверждавшая, что была женой Дикого Билла (доказательства этого утверждения, тем не менее, так и не получены).

## Современная культура
В числе первых включён в Зал славы покера в 1979 году.
В фильмах
- «Мир меняется»[англ.], 1933 г., роли Хикока исполнил (без указания в титрах) Чарльз Миддлтон.
- «Человек с равнины», 1936 г., реж. Сесиль Б. Де Милль, в главной роли Гэри Купер.
- «Даллас», 1950 г., реж. Стюарт Хейслер, в роли Билла Рид Хэдли.
- «Маленький большой человек», 1970 г., реж. Артур Пенн, Дикого Билла сыграл Джефф Кори.
- «Белый бизон», 1977 г., реж. Дж. Ли Томпсон, в главной роли Чарльз Бронсон.
- «Дикий Билл», 1995 г., реж. Уолтер Хилл, в главной роли Джефф Бриджес.
- «Чистилище», 1999 г., реж. Ули Эдель, Дикого Билла сыграл Сэм Шепард.
- «Хикок», 2017 г., реж. Тимоти Вудворт мл., в главной роли Люк Хемсворт.
- «Бедовая Джейн», 2024 г., реж. Терри Майлз, Дикого Билла сыграл Стивен Амелл.

В телесериалах
- «Дни в Долине Смерти», в эпизоде A Calamity Called Jane (1966) роль Хикока исполнил Родс Ризон[англ.].
- «Дедвуд», 2004—2006 гг., реж. Эдвард Бьянчи, в главной роли Хикока сыграл Кит Кэррадайн.